# Thujone
Thujone (Absinthol, Tanaceton) sind farblose Flüssigkeiten und bilden eine Gruppe bicyclischer Monoterpen-Ketone mit mentholartigem Geruch. Als Bestandteil ihrer ätherischen Öle sind Thujone unter anderem in Thuja, Thymian, Wermut, Rainfarn, Rosmarin, Beifuß und im Echten Salbei enthalten.
Die Struktur wurde im Jahr 1900 von Friedrich Wilhelm Semmler aufgeklärt.

## Vertreter
Bei den Thujonen handelt es sich um die Stereoisomere des 1-Isopropyl-4-methylbicyclo[3.1.0]hexan-3-ons.
| keine Einstufung verfügbar |

| Gefahrensymbol |

| keine Einstufung verfügbar |

| keine Einstufung verfügbar |

## Vorkommen

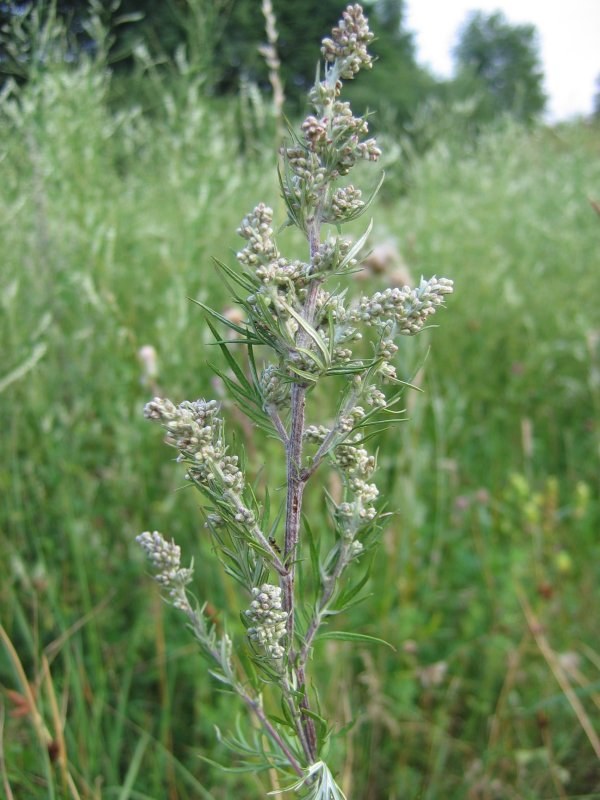
Beifuß (Artemisia vulgaris) ist ein weitverbreitetes Wildkraut, dessen ätherisches Öl Thujone enthält.

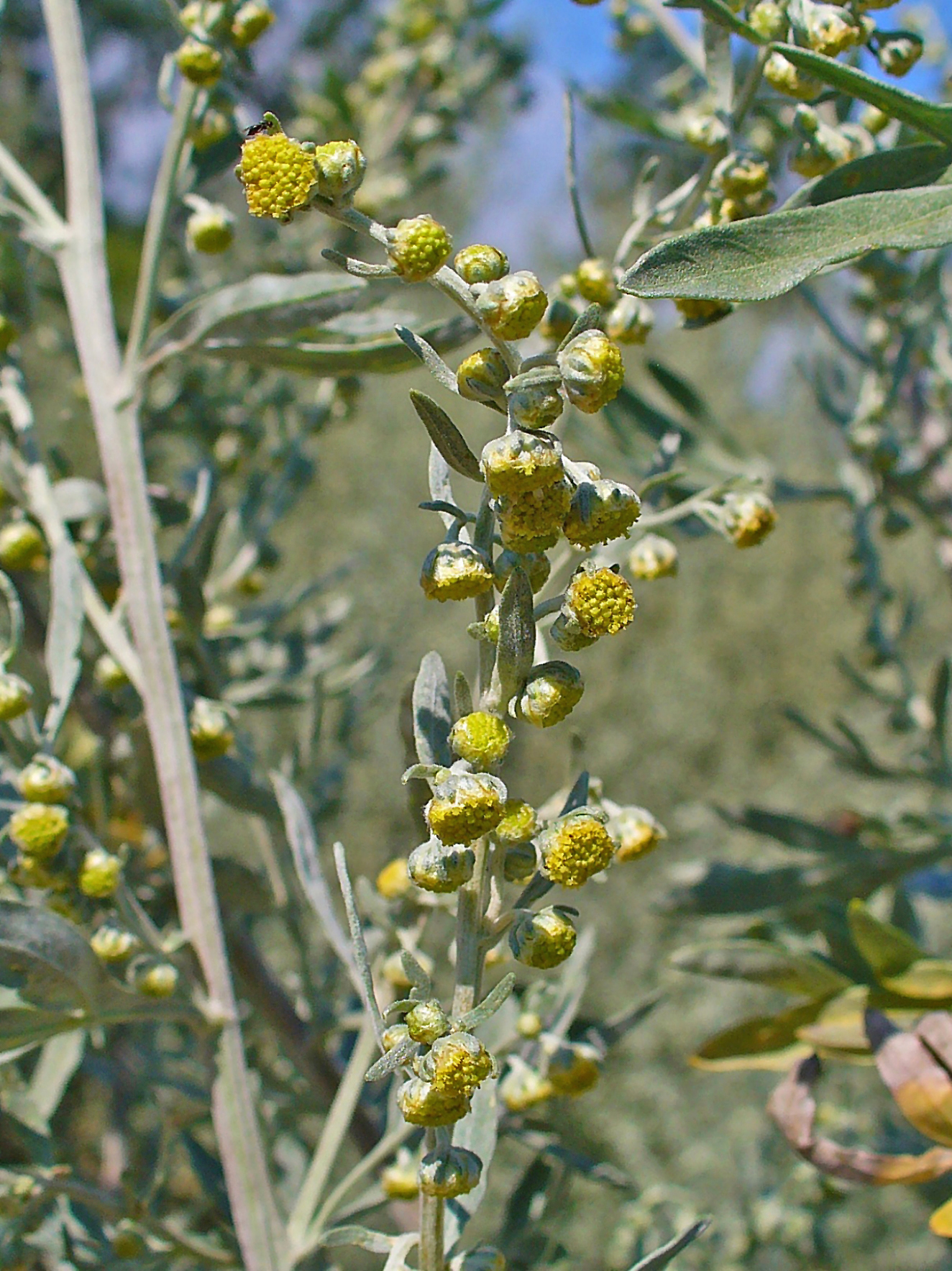
Wermutkraut (Artemisia absinthium), Blütenstand

In der Wermutpflanze (Artemisia absinthium) kommen α- und β-Thujone vor. Bei der Herstellung von Absinth werden Thujone aus den Blättern des Wermutkrauts (Folia absinthii) oder der ganzen Pflanze (Herba absinthii) extrahiert. Thujone finden sich daneben auch in vielen anderen Artemisien und z. B. auch mit einem Anteil von bis zu 60 % in den ätherischen Ölen des Echten Salbeis (Salvia officinalis) und ebenfalls in der getrockneten Form des weißen Salbeis (Salvia apiana), welcher u. a. zum Räuchern verwendet wird. Thujaöl enthält 40 % (−)-α-Thujon, Rainfarnöl 58 % (+)-β-Thujon.

## Wirkungen
Thujone sind Nervengifte, die in höherer Dosierung Verwirrtheit und epileptische Krämpfe (Konvulsionen) hervorrufen können. Auch andere Symptome, wie Schwindel, Halluzinationen und Wahnvorstellungen, die nach Einnahme thujonhaltiger alkoholischer Getränke beobachtet werden konnten, wurden diesen Wirkstoffen zugeschrieben. Ebenso werden diese Getränke, insbesondere der Absinth, wegen einer angeblichen euphorisierenden und aphrodisierenden Wirkung beworben. Da der zulässige Thujongehalt in alkoholischen Getränken auf maximal 35 mg je kg begrenzt wurde und auch bei historischen Absinthen keine höheren Werte nachgewiesen werden konnten, wird die Wirkung des Absinthkonsums heutzutage eher dem Alkohol zugeschrieben. Die Symptome des chronischen Absinthkonsums (Absinthismus) sind identisch mit denen eines Alkoholismus. Eine Studie im Jahr 2008 wies in Proben aus der Zeit vor dem Verbot nur Konzentrationen von durchschnittlich 25 mg/l nach. Eine psychotrope Wirkung ist bei diesen Werten äußerst unwahrscheinlich.
Für die beschriebenen konvulsiven Wirkungen der Thujone werden insbesondere GABAA-Rezeptoren verantwortlich gemacht. Als Antagonisten und Modulatoren dieser Rezeptoren hemmen Thujone die antikonvulsive Wirkung der γ-Aminobuttersäure (GABA), wenngleich mit schwacher Potenz. Als GABAA-Rezeptor Antagonisten ähneln sie in ihrer Wirkung den Pflanzengiften Bicucullin der Herzblumen und dem Picrotoxin der Scheinmyrte. Auch eine Desensibilisierung von 5-HT3-Rezeptoren kann an den beobachteten Effekten beteiligt sein. Ein möglicher gemeinsamer Wirkmechanismus mit dem Cannabis-Wirkstoff Tetrahydrocannabinol über eine Aktivierung von Cannabinoid-Rezeptoren, der auf Grund entfernter Analogien der Molekülstruktur und klinischen Wirkungen vermutet wurde, konnte hingegen nicht bestätigt werden. Für den bitteren Geschmack der Thujone wird eine Aktivierung des Geschmacksrezeptors TAS2R14 verantwortlich gemacht.

## Analytik
Die zuverlässige qualitative und quantitative Bestimmung in verschiedenen Untersuchungsmaterialien gelingt nach hinreichender Probenvorbereitung durch Koppelung der Gaschromatographie oder der HPLC mit der Massenspektrometrie. Auch für Metabolismusstudien werden diese Verfahren eingesetzt.

## Gesetzliche Vorschriften
Durch die ehemalige Aromenverordnung wird der Thujongehalt in Lebensmitteln begrenzt. In Getränken und anderen Lebensmitteln dürfen maximal 0,5 mg/kg enthalten sein. Lebensmittel, die Salbeizubereitungen enthalten, dürfen höchstens 25 mg/kg Thujone enthalten. Die Grenze in alkoholhaltigen Getränken (Sonderregelung) hängt von dem Alkoholgehalt der Spirituose ab:
Branntweine:
- maximal 5 mg/kg bei einem Alkoholgehalt bis zu 25 Vol.-%
- maximal 10 mg/kg bei einem Alkoholgehalt über 25 Vol.-%

Bitter-Spirituosen:
- maximal 35 mg/kg bei einem Alkoholgehalt über 25 Vol.-%

Außerhalb von Lebensmitteln fällt Thujon unter die Definition von § 2 Abs. 1 des AMG, sobald es für die Anwendung an Mensch oder Tier bestimmt ist. Somit ist Herstellung und Verkauf einer Substanz nach dem AMG reguliert, unabhängig davon in welcher Form die Substanz vorliegt, wenn sie in Bestimmung § 2 Abs. 1 erfüllt. Der Verkauf und die Herstellung von Arzneimitteln ohne Genehmigung ist strafbar nach AMG § 2 Abs. 1 Nr. 5 a. F., § 2 Abs. 1 Nr. 2a n. F., § 5, § 95 Abs. 1 Nr. 1. Dies wurde in einem Urteil des Bundesgerichtshofs zu der frei verfügbaren Chemikalie γ-Butyrolacton (GBL) bestätigt, welche nach dem AMG als Arzneimittel eingestuft wird, sobald sie für den Konsum bzw. Gebrauch an Mensch oder Tier bestimmt ist.
Die deutsche Tabakverordnung verbietet den Zusatz von Thujon zu Tabakprodukten.
In der Europäischen Union gelten nach Anhang III der Verordnung (EG) Nr. 1334/2008 folgende Grenzwerte für Thujon:
- 0,5 mg/kg in mit Artemisia spp. hergestellten alkoholfreien Getränken
- 10 mg/kg in alkoholischen Getränken, die nicht mit Artemisia spp. hergestellt werden
- 35 mg/kg in mit Artemisia spp. hergestellten alkoholischen Getränken

In den USA ist der Zusatz von Thujon zu Nahrungsmitteln nicht gestattet. Nahrungsmittel und Getränke mit Artemisia sp. Abendländischer Lebensbaum, Eichenmoos, Rainfarn, oder Gemeine Schafgarbe müssen unter 10 mg/l Thujon enthalten. Andere Pflanzen mit Thujon sind nicht reguliert, z. B. sind Salbei und Salbeiöl (mit bis zu 50 % Thujon) als Generally Recognized As Safe (GRAS, unbedenklicher Stoff) klassifiziert.
In Kanada werden alkoholische Getränke von den Provinzen reguliert. In Alberta, Ontario, British Columbia und Nova Scotia sind bis zu 10 mg/kg Thujon erlaubt, in Quebec 15 mg/kg, in Manitoba 6–8 mg/L.